# Jevgenij Gerasimov
Jevgenij Gerasimov (russisk: Евге́ний Влади́мирович Гера́симов) (født 25. februar 1951 i Moskva i Sovjetunionen) er en sovjetisk filminstruktør og skuespiller.

## Filmografi
- Ne khodite, devki, zamuzj (Не ходите, девки, замуж, 1985)[1][2]
- Zabavy molodykh (Забавы молодых, 1987)
- Pojezdka v Visbaden (Поездка в Висбаден, 1989)